# Saint-Aubin-sur-Gaillon
Saint-Aubin-sur-Gaillon és un municipi francès situat al departament de l'Eure i a la regió de Normandia. L'any 2007 tenia 1.632 habitants.

## Demografia

### Població
El 2007 la població de fet de Saint-Aubin-sur-Gaillon era de 1.632 persones. Hi havia 592 famílies de les quals 90 eren unipersonals (51 homes vivint sols i 39 dones vivint soles), 204 parelles sense fills, 263 parelles amb fills i 35 famílies monoparentals amb fills.
La població ha evolucionat segons el següent gràfic:
Habitants censats

### Habitatges
El 2007 hi havia 642 habitatges, 593 eren l'habitatge principal de la família, 30 eren segones residències i 19 estaven desocupats. 634 eren cases i 7 eren apartaments. Dels 593 habitatges principals, 496 estaven ocupats pels seus propietaris, 69 estaven llogats i ocupats pels llogaters i 28 estaven cedits a títol gratuït; 2 tenien una cambra, 14 en tenien dues, 56 en tenien tres, 145 en tenien quatre i 375 en tenien cinc o més. 479 habitatges disposaven pel capbaix d'una plaça de pàrquing. A 195 habitatges hi havia un automòbil i a 380 n'hi havia dos o més.

### Piràmide de població
La piràmide de població per edats i sexe el 2009 era:
| Homes | Edats   | Dones |
| ----- | ------- | ----- |
| 0     | 95 o +  | 0     |
| 9     | 90 a 94 | 0     |
| 5     | 85 a 89 | 7     |
| 5     | 80 a 84 | 10    |
| 10    | 75 a 79 | 7     |
| 6     | 70 a 74 | 23    |
| 28    | 65 a 69 | 9     |
| 36    | 60 a 64 | 31    |
| 45    | 55 a 59 | 48    |
| 62    | 50 a 54 | 61    |
| 59    | 45 a 49 | 38    |
| 40    | 40 a 44 | 40    |
| 42    | 35 a 39 | 63    |
| 46    | 30 a 34 | 70    |
| 61    | 25 a 29 | 38    |
| 32    | 20 a 24 | 17    |
| 31    | 15 a 19 | 47    |
| 63    | 10 a 14 | 52    |
| 51    | 5 a 9   | 68    |
| 47    | 0 a 4   | 31    |

## Economia
El 2007 la població en edat de treballar era de 1.090 persones, 804 eren actives i 286 eren inactives. De les 804 persones actives 755 estaven ocupades (401 homes i 354 dones) i 49 estaven aturades (16 homes i 33 dones). De les 286 persones inactives 123 estaven jubilades, 93 estaven estudiant i 70 estaven classificades com a «altres inactius».

### Ingressos
El 2009 a Saint-Aubin-sur-Gaillon hi havia 611 unitats fiscals que integraven 1.741 persones, la mediana anual d'ingressos fiscals per persona era de 21.972 €.

### Activitats econòmiques
Dels 61 establiments que hi havia el 2007, 13 eren d'empreses de construcció, 15 d'empreses de comerç i reparació d'automòbils, 8 d'empreses de transport, 1 d'una empresa d'hostatgeria i restauració, 3 d'empreses d'informació i comunicació, 4 d'empreses financeres, 5 d'empreses immobiliàries, 7 d'empreses de serveis, 1 d'una entitat de l'administració pública i 4 d'empreses classificades com a «altres activitats de serveis».
Dels 17 establiments de servei als particulars que hi havia el 2009, 3 eren tallers de reparació d'automòbils i de material agrícola, 1 paleta, 3 guixaires pintors, 2 fusteries, 2 lampisteries, 2 electricistes, 1 empresa de construcció, 1 restaurant i 2 agències immobiliàries.
L'any 2000 a Saint-Aubin-sur-Gaillon hi havia 22 explotacions agrícoles que ocupaven un total de 1.404 hectàrees.

## Equipaments sanitaris i escolars
El 2009 hi havia 2 escoles elementals.

## Poblacions més properes
El següent diagrama mostra les poblacions més properes.